# Endothenia conditana
Endothenia conditana es una especie de polilla del género Endothenia, categorizada en la tribu Olethreutini, de la subfamilia Olethreutinae.

## Distribución
Se distribuye por Estados Unidos.

## Taxonomía
Fue descrita por Walsingham en 1879 y publicada en (Penthina), Illust. typical Specimens Lepid. Heterocera Colln. Br. Mus 4: 31.